# Schadstoffmobil
Schadstoffmobile sind kommunale Fahrzeuge, bei denen Bürger kostenlos Problem- und schadstoffhaltige Abfälle in haushaltsüblichen Mengen entsorgen können.

## Anforderungen
Bei einem Schadstoffmobil handelt es sich um einen Lastkraftwagen, der für die Sammlung und den Transport von Gefahrgut ausgestattet ist. Die Anforderungen an die Ausstattung ergeben sich aus der TRGS 520. Außerdem unterliegt das Fahrzeug den Vorschriften des Europäischen Übereinkommens über die internationale Beförderung gefährlicher Güter auf der Straße (ADR). Ein Schadstoffmobil kann verschiedene Formen haben. So gibt es Fahrzeuge als Festaufbau und mit einem Wechselaufbau.
Das eingesetzte Personal muss laut TRGS 520 eine erfahrene Fachkraft und eine qualifizierte Vertretung sein. Eine Sammelstelle muss während des Betriebs ständig mit zwei Personen besetzt sein, wobei eine davon den Anforderungen einer Fachkraft entsprechen und beide als Ersthelfer geschult sein müssen. Fachkräfte im Sinne der TRGS 520 sind fachkundige Personen nach der Gefahrstoffverordnung. Sie müssen über eine chemiespezifische Fachausbildung (z. B. Chemielaborant, Chemisch-Technischer Assistent, Chemiemeister, Fachkraft für Kreislauf- und Abfallwirtschaft) und über eine Schulung nach Kapitel 1.3 ADR („beauftragte Person“) verfügen.

## Entsorgungsmöglichkeiten
Die Entsorgungsmöglichkeiten an einer mobilen Schadstoffsammelstelle sind kommunal unterschiedlich. In der Regel können an einem Schadstoffmobil haushaltsübliche Schadstoffe zur Entsorgung abgegeben werden. Das können beispielsweise toxische Abfälle und Chemikalien sein, wie Fotochemikalien (Entwicklungsflüssigkeiten und Fixierer), Altbatterien, Akkus und Knopfzellen, Pestizide (Pflanzenschutz-, Unkrautvernichtungs- und Schädlingsbekämpfungsmittel), Säuren und Laugen (WC- und Rohrreiniger, Kalklöser, Rostentferner), ammoniakhaltige flüssige Abfälle (Ammoniak- oder Salmiaklösungen), Laborchemikalienreste, hypochlorithaltige Abfälle (Chlorbleiche), Quecksilber und quecksilberhaltige Abfälle. Angenommen werden auch Druckgaspackungen (Spraydosen), Gaskartuschen und Handfeuerlöscher, aber auch brennbare Abfälle wie Altlacke, Altfarben, Lösungsmittel, Pinselreiniger, Terpetinersatz, Reinigungsbenzin, Verdünner, Bremsflüssigkeiten und ölhaltige Betriebsmittel. Auch Energiesparlampen und Leuchtstoffröhren können oft bei einer Schadstoffsammlung abgegeben werden. Die genauen Annahmekriterien sind bei dem zuständigen Entsorgungsunternehmen zu finden.